# Bo-Rukul jezik
Bo-Rukul jezik (ISO 639-3: mae; “kaleri”, mabo-barkul, mabo-barukul), nigersko-kongoanski jezik kojim govori oko 2 000 ljudi (1999 R. Blench) u nigerijskoj državi Plateau u selima Barkul, Mabo, Richa i Mwa, područje lokalne samouprave Bokkos. 
Postoje dva dijalekta po kojima je jezik prozvan, bo i rukul, a svakim govori oko 1 000 ljudi. S jezicima fyam [pym] i horom [hoe], svi iz Nigerije čije jugoistočnu plateau podskupinu. Kulturno Kaleri su možda nalik na Kulere, ali njihovi jezici su različiti, kulere [kul] pripada čadskoj porodici. U upotrebi su i hausa [hau], kulere [kul] ili engleski [eng].

## Vanjske poveznice
- Ethnologue (14th)
- Ethnologue (15th)